# Серравалле-Ланге
Серравалле-Ланге (итал. Serravalle Langhe) — коммуна в Италии, располагается в регионе Пьемонт, в провинции Кунео.
Население составляет 363 человека (2008 г.), плотность населения составляет 40 чел./км². Занимает площадь 9 км². Почтовый индекс — 12050. Телефонный код — 0173.
В коммуне 15 августа особо празднуется Успение Пресвятой Богородицы.

## Демография
Динамика населения:

## Администрация коммуны
- Официальный сайт: http://www.serravalle-langhe.com